# George A. Bartholomew
George Adelbert "Bart" Bartholomew (1 de junho de 1919 - 2 de outubro de 2006) foi um biólogo norte-americano. Nasceu em Independence, Missouri e obteve seus diplomas de bacharelado e mestrado pela Universidade da Califórnia em Berkeley. Durante a Segunda Guerra Mundial, ele serviu como físico no US Naval Bureau of Ordnance. Ele obteve seu doutorado na Universidade de Harvard, mas foi associado durante o resto de sua longa carreira, até sua aposentadoria em 1989, com a Universidade da Califórnia em Los Angeles (UCLA).
Foi eleito membro da Academia de Artes e Ciências dos Estados Unidos em 1981 e membro da Academia Nacional de Ciências em 1985.  
Bartholomew também é reconhecido pelo grande número de cientistas prolíficos que treinaram sob sua supervisão. Especificamente, 39 Ph.D. alunos, 5 pesquisadores de pós-doutorado e um aluno de mestrado foram treinados em seu laboratório na UCLA. Esses alunos passaram a treinar seus próprios alunos e, em 2005, sua linhagem abrangeu um máximo de sete gerações e incluiu cerca de 1 200 indivíduos. Bartolomeu é tão respeitado entre os biólogos contemporâneos que é motivo de orgulho afirmar estar na "Árvore Bartolomeu", que é ser um descendente acadêmico de Bartolomeu.